# Palus Epidemiarum
Palus Epidemiarum (latinsk for Epidemiernes Sump) er et mindre månehav på den sydvestlige del af Månens forside, placeret sydvest for Mare Nubium, og sydøst for Mare Humorum. Månehavet danner et bånd af ujævnt, lava oversvømmet terræn som generelt løber vest-øst, med en nordgående udstikker nær den vestlige ende.
Dette månehav kendetegnes ved Rimae Ramsden, et system af kanaler i den vestlige ende, og ved det brede Rima Hesiodus som går fra omkring månehavets midtpunkt, og ud mod øst-nordøst cirka 300 km. Det oversvømmede krater Capuanus ligger i den sydlige del af månehavets centrum, og berør den sydlige kant. Nær den vestlige ende findes det oversvømmede krater Ramsden, som Rimae Ramsden er opkaldt efter. Krateret Cichus danner den østlige ende af månehavet.
Det nordlige udspring af månehavet når de yderste kanter af krater parret Campanus og Mercator. En smal dal mellem disse kratere, forbinder Palus Epidemiarum med Mare Nubium, og en kanal fra Rimae Ramsden følger denne kløfts retning. Det lille dobbeltvæggede krater Marth ligger ved det sydlige midtpunkt af dette nordlige udspring.
Månehavet har de selenografiske koordinater 32.0° S, 28.2° V, og befinder sig inden for en diameter på 286 km. Højdemål fra Clementine rumfartøjet viser at månehavet hælder nedad fra vest mod øst, med en højdeforskel på 2 km over hele månehavets udstrækning.